# Charles FitzCharles, I conte di Plymouth
Charles FitzCharles, I conte di Plymouth (Londra, 1657 – Tangeri, 17 ottobre 1680), fu uno dei figli naturali del re d'Inghilterra Carlo II Stuart, avuto dalla sua amante Catherine Pegge.

## Biografia
Charles FitzCharles nacque intorno al 1657, quando suo padre, Carlo II Stuart, era in esilio lontano dall'Inghilterra. Sua madre, Catherine Pegge, appartenente a un'antica famiglia inglese, era figlia di Thomas Pegge di Yeldersley.
Carlo venne educato in Spagna, dove si meritò l'appellativo di Don Carlos. Il 28 luglio 1675 il re, tornato sul trono già nel 1660 in seguito alla restaurazione inglese, lo nominò Pari d'Inghilterra concedendogli il titolo di barone di Dartmouth, visconte Totness e conte di Plymouth. Il 19 settembre 1678 presso Wimbledon, nel Surrey, Charles sposò Lady Bridget Osborne, figlia di Thomas Osborne, I duca di Leeds. Thomas Osborne era uno dei più fidi ministri di Carlo II e occupava il posto di Lord High Treasurer.
Charles era amico del poeta drammatico Thomas Otway e di John Sheffield, I duca di Buckingham e Normanby.
Nel 1680 venne nominato governatore dell'avamposto inglese nella colonia di Tangeri, e venne inviato sul posto al comando del The King's Own Royal Regiment come colonnello dal 13 luglio 1680; mentre combatteva contro i turchi, Charles si ammalò di dissenteria e morì poco dopo, alla giovane età di ventitré anni. Con la sua morte si estinse anche il titolo di conte di Plymouth che però venne ricreato due anni dopo per Thomas Hickman-Windsor, VII barone Windsor (1627–1687).
Il corpo del giovane conte venne riportato in Inghilterra e sepolto il 18 gennaio 1681 nell'abbazia di Westminster. Sua moglie, si risposò nel 1706 con Philip Bisse, vescovo di Hereford.

## Matrimonio
Il 19 settembre 1678 a St Mary's Church, Wimbledon, nel Surrey, sposò lady Bridget Osborne, terza figlia di Thomas Osborne, I duca di Leeds, Lord High Treasurer del regno. La coppia non ebbe figli.

## Ascendenza
|                                             |                       |                          | Genitori                         |  |  | Nonni |  |  | Bisnonni                   |  |  | Trisnonni                       |  |
|                                             |                       |                          |                                  |  |  |       |  |  | 8. Giacomo I d'Inghilterra |  |  | 16. Enrico Stuart, Lord Darnley |  |
|                                             |                       |                          |                                  |  |  |       |  |  | 8. Giacomo I d'Inghilterra |  |  | 16. Enrico Stuart, Lord Darnley |  |
|                                             |                       | 17. Maria Stuarda        |                                  |  |  |       |  |  | 8. Giacomo I d'Inghilterra |  |  |                                 |  |
| 4. Carlo I d'Inghilterra                    |                       |                          |                                  |  |  |       |  |  | 8. Giacomo I d'Inghilterra |  |  |                                 |  |
|                                             |                       | 9. Anna di Danimarca     | 18. Federico II di Danimarca     |  |  |       |  |  |                            |  |  |                                 |  |
|                                             |                       | 9. Anna di Danimarca     | 18. Federico II di Danimarca     |  |  |       |  |  |                            |  |  |                                 |  |
|                                             |                       | 9. Anna di Danimarca     | 19. Sofia di Meclemburgo-Güstrow |  |  |       |  |  |                            |  |  |                                 |  |
| 2. Carlo II d'Inghilterra                   |                       | 9. Anna di Danimarca     |                                  |  |  |       |  |  |                            |  |  |                                 |  |
|                                             |                       | 10. Enrico IV di Francia | 20. Antonio di Borbone-Vendôme   |  |  |       |  |  |                            |  |  |                                 |  |
|                                             |                       | 10. Enrico IV di Francia | 20. Antonio di Borbone-Vendôme   |  |  |       |  |  |                            |  |  |                                 |  |
|                                             |                       | 10. Enrico IV di Francia | 21. Giovanna III di Navarra      |  |  |       |  |  |                            |  |  |                                 |  |
| 5. Enrichetta Maria di Borbone-Francia      |                       | 10. Enrico IV di Francia |                                  |  |  |       |  |  |                            |  |  |                                 |  |
|                                             |                       | 11. Maria de' Medici     | 22. Francesco I de' Medici       |  |  |       |  |  |                            |  |  |                                 |  |
|                                             |                       | 11. Maria de' Medici     | 22. Francesco I de' Medici       |  |  |       |  |  |                            |  |  |                                 |  |
|                                             |                       | 11. Maria de' Medici     | 23. Giovanna d'Austria           |  |  |       |  |  |                            |  |  |                                 |  |
| 1. Charles FitzCharles, I conte di Plymouth |                       | 11. Maria de' Medici     |                                  |  |  |       |  |  |                            |  |  |                                 |  |
|                                             | 12. Christopher Pegge | 24. Ralph Pegge          |                                  |  |  |       |  |  |                            |  |  |                                 |  |
|                                             | 12. Christopher Pegge | 24. Ralph Pegge          |                                  |  |  |       |  |  |                            |  |  |                                 |  |
|                                             | 12. Christopher Pegge | …                        |                                  |  |  |       |  |  |                            |  |  |                                 |  |
| 6. Thomas Pegge                             | 12. Christopher Pegge |                          |                                  |  |  |       |  |  |                            |  |  |                                 |  |
|                                             |                       | 13. Jane Eyre            | 26. Rowland Eyre                 |  |  |       |  |  |                            |  |  |                                 |  |
|                                             |                       | 13. Jane Eyre            | 26. Rowland Eyre                 |  |  |       |  |  |                            |  |  |                                 |  |
|                                             |                       | 13. Jane Eyre            | 27. Gertrude Stafford            |  |  |       |  |  |                            |  |  |                                 |  |
| 3. Catherine Pegge                          |                       | 13. Jane Eyre            |                                  |  |  |       |  |  |                            |  |  |                                 |  |
|                                             |                       | 14. Gilbert Kniveton     | 28. William Kniveton             |  |  |       |  |  |                            |  |  |                                 |  |
|                                             |                       | 14. Gilbert Kniveton     | 28. William Kniveton             |  |  |       |  |  |                            |  |  |                                 |  |
|                                             |                       | 14. Gilbert Kniveton     | 29. Matilda Rollesley            |  |  |       |  |  |                            |  |  |                                 |  |
| 7. Catherine Kniveton                       |                       | 14. Gilbert Kniveton     |                                  |  |  |       |  |  |                            |  |  |                                 |  |
|                                             |                       | 15. Frances Dudley       | …                                |  |  |       |  |  |                            |  |  |                                 |  |
|                                             |                       | 15. Frances Dudley       | …                                |  |  |       |  |  |                            |  |  |                                 |  |
|                                             |                       | 15. Frances Dudley       | …                                |  |  |       |  |  |                            |  |  |                                 |  |
|                                             |                       | 15. Frances Dudley       |                                  |  |  |       |  |  |                            |  |  |                                 |  |